# Laxbron
Laxbron över Byskeälven i Byske i Skellefteå kommun är en svensk gång- och cykelbro i trä.
Laxbron byggdes 1996–1997 nedströms landsvägsbron och en lokal bro. Den förbinder Kanalgatan och Tjärholmsgatan, och är en hängbro med 88,0 meter spännvidd och 2,0 meter fri bredd mellan räckena. Den är tillverkad av rödmålat tryckimpregnerad furu. Den har pyloner av limträ och är belagt med träoljebehandlad plank.
Vandringsleden Furuögrundsleden passerar över Laxbron. 